# پگی مارچ
پگی مارچ (انگلیسی: Peggy March؛ زادهٔ ۸ مارس ۱۹۴۸) خوانندهٔ پاپ اهل ایالات متحده آمریکا است. وی از سال ۱۹۶۲ میلادی تاکنون مشغول فعالیت بوده‌است.